# Krzywa Kuznetsa

Ekonomiczna krzywa Kuznetsa

Krzywa Kuznetsa – krzywa obrazująca teorię stworzoną przez Simona Kuznetsa, zgodnie z którą wraz z postępującym rozwojem kraju najpierw nierówności społeczne rosną, a potem spadają (tzw. krzywa dzwonowa).

## Środowiskowa krzywa Kuznetsa
Ta odmiana krzywej Kuznetsa postuluje, że krzywa dzwonowa odzwierciedla również związek między zanieczyszczeniem środowiska a gospodarczym rozwojem kraju. To oznacza, że uprzemysłowienie powoduje wzrost negatywnego wpływu działalności gospodarczej na środowisko naturalne aż do pewnego punktu, od którego wpływ ten maleje wraz z dalszym wzrostem gospodarczym. Źródłem tej postulowanej zmiany jest zmiana struktury potrzeb konsumenckich (więcej usług oraz większe zapotrzebowanie gospodarstw domowych na czyste środowisko) oraz postęp technologiczny.
Badania empiryczne dla poszczególnych rodzajów zanieczyszczeń (np. emisji gazów cieplarnianych) podawały w wątpliwość istnienie efektu postulowanego przez środowiskową krzywą Kuznetsa.
Jednakże badania przeprowadzone na danych z 147 krajów w latach 1995–2018 wykazały istnienie odwróconej krzywej U, co potwierdza hipotezę EKC. Degradacja środowiska rośnie wraz z dochodem w krajach o niskich i średnich dochodach, ale spada w krajach o wysokich dochodach, co sugeruje, że po osiągnięciu pewnego poziomu zamożności społeczeństwa zaczynają inwestować w ochronę środowiska .